# Dolní Štěpanice (hrad)
Štěpanice jsou zřícenina hradu v katastrálním území Dolní Štěpanice obce Benecko v okrese Semily. Nachází se na ostrožně v nadmořské výšce asi 565 metrů. Z hradu se dochovaly fragmenty zdí a terénní pozůstatky opevnění a staveb, které jsou chráněny jako kulturní památka.

## Historie

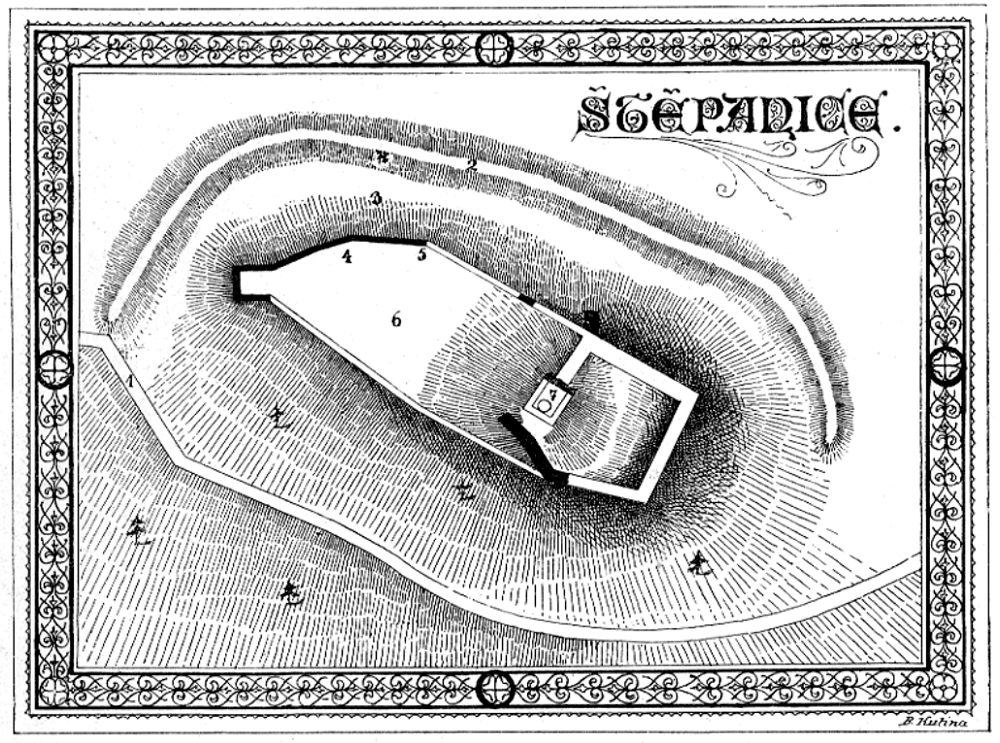
Půdorys hradu od Baltazara Kutiny publikovaný roku 1887. Legenda:
1 – cesta, 2 – val, 3 – příkop, 4 – hradba, 5 – brána, 6 – dolní hrad, 7 – horní hrad

Hrad založili ve druhé polovině 13. století páni z Valdštejna, jimž patřil až do konce jeho obydlení. První písemná zmínka o něm pochází z 28. července 1304, kdy král Václav II. potvrdil vlastnictví hradu Janovi z Valdštejna.
Na počátku 16. století přestal být panským sídlem, postupně ztratil i hospodářskou funkci, a začal chátrat a v roce 1543 už byl uveden jako pustý. R. 1606 jej získal Václav Záruba z Hustířan. Po něm ho získal jako pobělohorský konfiskát Albrecht z Valdštejna a od něj do roka jeho švagr Ota Bedřich z Harrachu. Harrachové zříceninu drželi až do konfiskace roku 1945. Ve druhé polovině 18. století byla neúspěšně odstřelena velká věž, a její část, která zůstala stát, se zřítila až v roce 1821.

## Stavební podoba

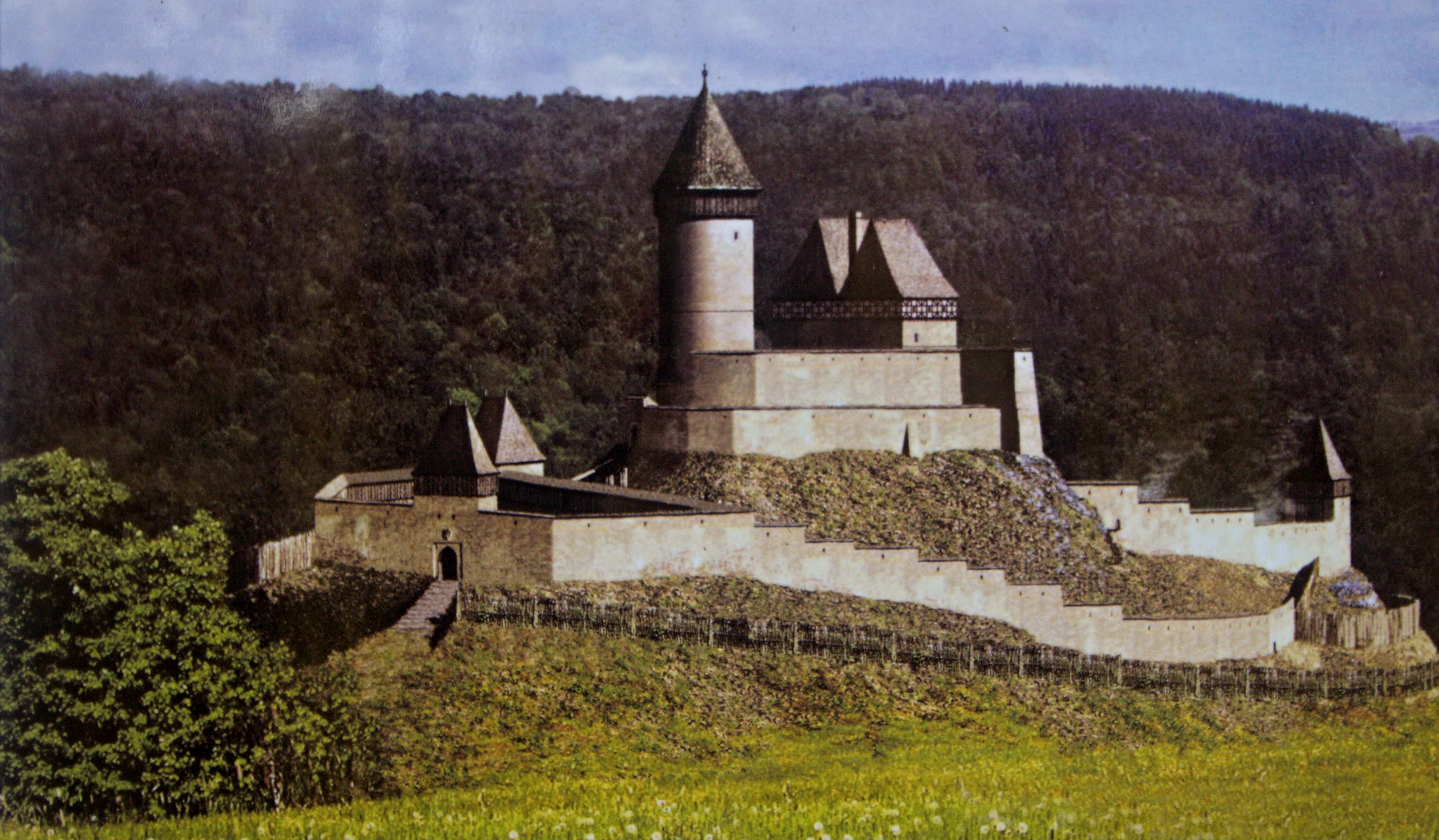
Předpokládaná podoba hradu v 15. století

Hrad byl původně trojdílný. Za prvním příkopem se nachází půlměsícovité předhradí bez výraznějších stop zástavby, před které byla na severovýchodní straně předsunuta parkánovitá plošina. Hradní jádro se nachází za druhým příkopem a dělí se do dvou výškových úrovní. V čele vyšší střední části stál bergfrit, ze kterého po odstřelu zůstal pouze terénní útvar. Věž svou hmotou chránila pravděpodobně trojprostorový palác, po kterém se dochovaly dvě místnosti vysekané ve skále a sklípek. Původ dalších terénních útvarů je nejasný. Níže položená zadní část jádra se studnou sloužila k hospodářským účelům. Chránila ji částečně dochovaná hradba, kterou na jihovýchodě uzavírala původně dovnitř otevřená hranolová věž. Celou západní stranu hradu lemoval příkop a před ním ještě val.
Níže položená část hradního jádra stála již ve druhé polovině 16. století. Její dominantou je částečně dochovaná věž, jejíž podoba je výsledkem památkových úprav z devadesátých let 20. století. Archeologický výzkum v prostoru věže doložil metalurgickou dílnu z přelomu 14. a 15. století určenou pravděpodobně ke zpracování olova.
Součástí věže je štěrbinová střílna široká 20 centimetrů zrekonstruovaná podle kresby Vojtěcha Brechlera. Na základě půlkruhového záklenku na Brechlerově kresbě je střílna považována za renesanční, ale vzhledem k malému využití hradu v 16. století a nepřesnosti kresby lze také předpokládat, že byla součástí již gotického zdiva. V tom případě by měla podobu prosté štěrbiny se zkosenými špaletami a prostým kamenným překladem.

## Přístup
Zbytky hradu jsou volně přístupné, ale nevede k nim žádná značená trasa. Z Horních i Dolních Štěpanic však směrem ke zřícenině vede lesní cesta.